# Выйка (деревня)
Вы́йка (эст. Võika) — деревня в волости Ряпина уезда Пылвамаа, Эстония.  
До административной реформы местных самоуправлений Эстонии 2017 года входила в состав волости Вериора.

## География и описание
Расположена на юго-востоке Эстонии. Расстояние до уездного центра — города Пылва — 17 километров, до волостного центра — города Ряпина — 8 километров. Высота над уровнем моря — 47 метров.
Климат умеренный. Официальный язык — эстонский. Почтовый индекс — 64227.

## Население
По данным переписи населения 2021 года, в Выйка насчитывалось 17 жителей, из них 16 (94,1 %) — эстонцы.
По состоянию на 1 января 2020 года в деревне насчитывалось 19 жителей, из них 13 мужчин и 6 женщин; лиц  трудоспособного возраста (15—64 года) — 14, лиц пенсионного возраста (65 лет и старше) — 5 человек.
По данным переписи населения 2011 года, в деревне проживали 20 человек, все — эстонцы.
Численность населения деревни Выйка по данным переписей населения:
| Год  | 1959 | 1970 | 2000 | 2011 | 2021 |
| ---- | ---- | ---- | ---- | ---- | ---- |
| Чел. | 82   | ↘ 39 | ↘ 28 | ↘ 20 | ↘ 17 |

## История
В письменных источниках 1805 года упоминается Woicka, 1814 года — Hofl. Woitka.
Долгое время это был тупик деревни Кирмси с одним хутором на другой стороне ручья от деревни. В 1805 году число хозяйств выросло до трёх, и тогда здесь была основана скотоводческая мыза рыцарской мызы Кахкова (нем. Kachkowa, Кахква, эст. Kahkva mõis). В 1920-х годах земли этой мызы были поделены между крестьянами.
В 1997–1998 годах Выйка была частью деревни Кирмси.

## Происхождение топонима
Название деревни происходит от типичного добавочного крестьянского имени, характерного для региона Ряпина. В 1627 году в Выыпсу проживал белорус Войтек (Woyteck). В то же время в местечках Выйкюла и Тальница жили мужчины по имени Войка Петер (Woyka Peter). Один из них в 1625 году был записан как Weika Pedter. Возможно, что основой названия Выйка было польско-белорусское личное имя Войтек (пол. Wojciech, Wojtek). В конце XVI века оно уже использовалось в качестве фамилии.
По мнению языковеда Лаури Кеттунена, само имя Выйка может происходить от древнего имени Выйдикко (Võidikko).

## Комментарии
1. ↑  Эстонские топонимы, оканчивающиеся на -а, не склоняются и не имеют женского рода (исключение — Нарва)[6].